# José Montalvo Barragán
Pour les articles homonymes, voir Montalvo et Barragan.
José Montalvo Barragán, né à Séville le 27 décembre 1924 et mort en 2004, est un footballeur espagnol ayant joué au Real Madrid de 1948 à 1953 en tant que milieu de terrain, puis au Real Jaén de 1953 à 1954.
Il était surnommé le « joueur de cristal » à cause de ses nombreuses blessures.